# Chiesa di San Pietro Apostolo (Campo di Trens)
La chiesa di San Pietro Apostolo (in tedesco Kirche zum Hl. Apostel Petrus) è la parrocchiale di Stilves (Stilfes), frazione di Campo di Trens (Freienfeld), in provincia autonoma di Bolzano. Appartiene al decanato di Vipiteno della diocesi di Bolzano-Bressanone e risale al IX secolo.

## Storia

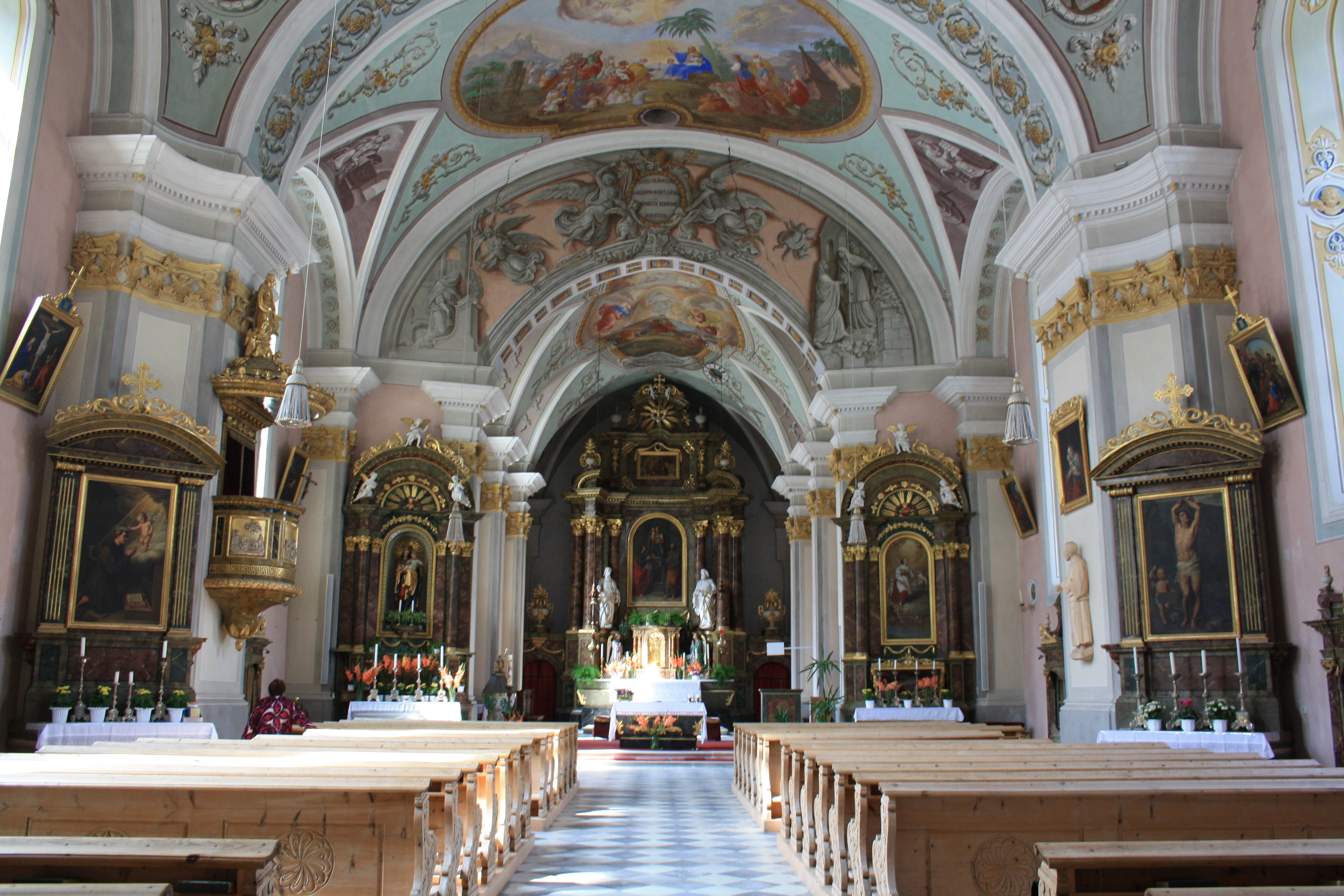
Interno della sala con altare maggiore e quattro altari laterali.

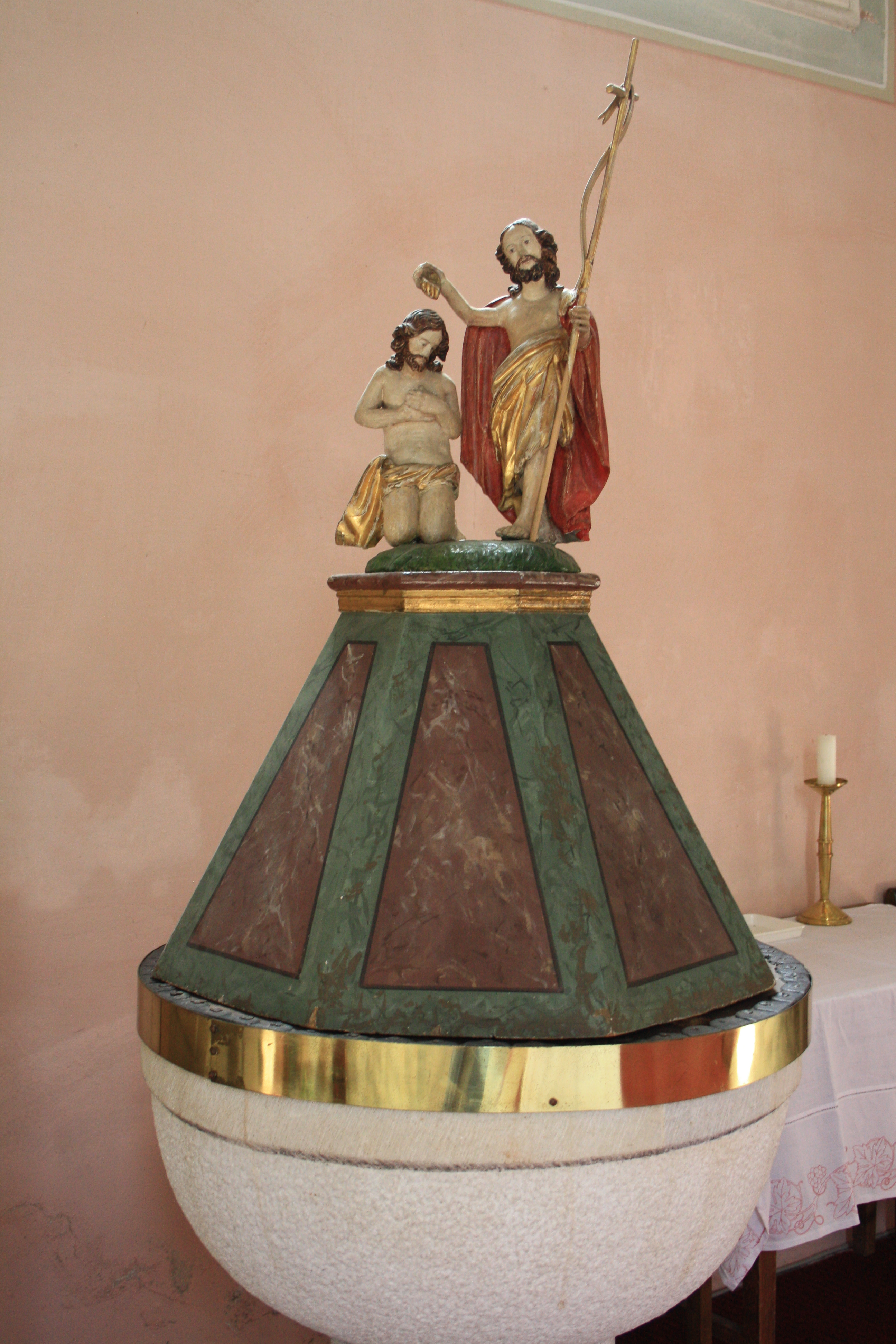
Fonte battesimale

La prima citazione di un luogo di culto a Stilves risale al'827 e attorno al 1214 già vi era confermata la presenza di un parroco. L'edificio che ci è pervenuto è stato tuttavia costruito in epoca successiva, e la torre campanaria è stata eretta nel 1568. 

## Descrizione

### Esterno
La chiesa di San Pietro Apostolo si trova nella frazione di Stilves, nell'area del cimitero della comunità. La facciata a capanna con due spioventi è suddivisa verticalmente in tre settori da paraste che reggono il grande frontone triangolare. Nel settore centrale si trova il portale di accesso con volta a tutto sesto sormontato da una nicchia con statua e in alto un oculo rotondo leggermente strombato. I due settori laterali speculari hanno ognuno una piccola finestra rettangolare e una nicchia con statua. Le due fiancate laterali hanno ciascuna quattro alte finestre che portano luce alla sala.
La torre campanaria si alza sulla destra della struttura, in posizione arretrata. Si presente in pietra a vista sino alla cella campanaria che si apre con quattro finestre a bifora in una cornice incavata a sesto acuto. La copertura apicale, particolarmente acuta, è a forma di piramide a base ottagonale.

### Interno
La navata interna è unica, ampia e luminosa grazie alle ampie finestre laterali, molto ricca di decorazioni. Gli affreschi sulle volte sono attribuiti a Christoph Brandstätter.